# Tibesti
Gorovje Tibesti je gorovje v osrednji Sahari, ki je predvsem na skrajnem severu Čada, z majhnim delom v južni Libiji. Najvišji vrh v območju, Emi Kousi, leži na jugu na višini 3415 metrov  in je najvišja točka v Čadu in Sahari. Biku Biti, najvišji vrh v Libiji, je na severu območja. Osrednja tretjina Tibestija je vulkanskega izvora in je sestavljena iz petih vulkanov, na vrhu katerih so velike depresije: Emi Kousi, Tarso Toon, Tarso Voon, Tarso Yega in Toussidé. Večji tokovi lave so oblikovali prostrane planote, ki prekrivajo paleozojski peščenjak. Vulkanska aktivnost je bila posledica celinskega žarišča, ki je nastalo med oligocenom in se ponekod nadaljevalo do holocena, pri čemer so nastali fumarole, vroči vrelci, blatni bazeni ter nahajališča natrona in žvepla. Erozija je oblikovala vulkanske vrhove in izdolbla obsežno mrežo kanjonov, skozi katere tečejo reke, ki so podvržene zelo neenakomernim tokovom in se hitro izgubijo v puščavskem pesku.
Tibesti, kar pomeni »kraj, kjer živijo gorski ljudje«, je domena ljudstva Toubou. Toubouji živijo predvsem ob vadijih, v redkih oazah, kjer rastejo palme in omejena žita. Izkoriščajo vodo, ki se zbira v gueltah, katere dobava je zelo različna iz leta v leto in iz desetletja v desetletje. Planote so pozimi namenjene paši živine, poleti pa žetvi žita. Temperature so visoke, čeprav nadmorska višina zagotavlja, da je območje hladnejše od okoliške puščave. Toubouji, ki so bili na območju naseljeni v 5. stoletju pred našim štetjem, so se prilagodili tem razmeram in območje spremenili v veliko naravno trdnjavo. Prišli so v več valovih, se zatekli v času spopadov in razpršili v času blaginje, čeprav včasih ne brez intenzivne notranje sovražnosti.
Toubou je prišel v stik s Kartažani, Berberi, Tuaregi, Osmani in Arabci, pa tudi s francoskimi kolonisti, ki so prvi vstopili v gorovje leta 1914 in prevzeli nadzor nad območjem leta 1929. Neodvisni duh Toubouja in geopolitika regije sta zapletla raziskovanje gorovja in tudi vzpon na njegove vrhove. Napetosti so se nadaljevale po tem, ko sta Čad in Libija sredi 20. stoletja pridobila neodvisnost, z jemanjem talcev in oboroženimi spopadi, ki so se pojavljali sredi sporov glede dodelitve naravnih virov. Geopolitične razmere in pomanjkanje infrastrukture zavirajo razvoj turizma.
Saharomontanska flora in favna, ki vključuje gazelo Gazella leptoceros in berbersko ovco Ammotragus lervia, se je prilagodila goram, vendar podnebje ni bilo vedno tako ostro. V preteklosti je obstajala večja biotska raznovrstnost, kar dokazujejo prizori, upodobljeni v umetninah na skalah, najdenih po vsem območju, ki segajo več tisočletij nazaj, celo pred prihodom Touboujev. Izoliranost Tibesta je sprožila kulturno domišljijo v umetnosti in literaturi.

## Toponimija
Gorovje Tibesti je poimenovano po ljudstvu Toubou, ki se piše tudi Tibu ali Tubu, ki naseljuje to območje. V jeziku Kanuri tu pomeni 'skale' ali 'gora' in bu pomeni 'oseba' ali 'prebivalec', zato Toubou grobo prevaja kot 'ljudje gora', Tibesti pa kot »kraj, kjer živijo gorski ljudje«.
Večina imen gora izhaja iz arabščine ter jezikov tedaga in dazaga. Izraz ehi je pred imeni vrhov in skalnatih gričev, emi pred imeni večjih gora, tarso pa pred visokimi planotami in položnimi gorskimi pobočji. Na primer, Ehi Mousgou je 2849 metrov stratovulkan blizu Tarso Voona. Ime Toussidé pomeni »tisto, kar je ubilo Tou«, kot v Toubouju, kar odraža nevarnost še vedno aktivnega vulkana. Ime Bardaï, glavnega mesta v območju, v čadski arabščini pomeni 'hladno'..}} V jeziku Tedaga je mesto znano kot Goumodi, kar pomeni 'rdeči prelaz', ki označuje barvo gora v mraku.

## Geografija

### Lokacija
Gore ležijo na meji med Čadom in Libijo, obkrožajo čadsko regijo Tibesti in libijski okrožji Murzuk in Kufra, približno 1000 kilometrov severno od N'Djamene in 1500 kilometrov južno-jugovzhodno od Tripolija. Pogorje meji na Niger in je približno na pol poti med zalivom Sirta in Čadskim jezerom, južno od Rakovega povratnika. Veliki tektonski jarek je 1900 km na vzhodu in Kamerunska linija vulkanov leži 1800 km na jugozahodu.
Gorovje je dolgo 480 km, širok 350 km in obsega 100.000 km2. Nariše velik trikotnik s stranicami 400 km in oglišči, obrnjenimi proti jugu, severozahodu in severovzhodu v osrčju Sahare, zaradi česar je največje gorsko območje puščave.

### Topografija
Najvišji vrh v gorovju Tibesti, kot tudi najvišja točka v Čadu in puščavi Sahara, je 3415 metrov Emi Kousi, ki je na južnem koncu pogorja.] Drugi vidni vrhovi so Pic Tousidé na 3296 m in 3012 metrov visok Timi na njegovi zahodni strani, 2972 metrov visok Tarso Jega, 2925 metrov visok Tarso Tieroko, 2849 metrov visok Ehi Mousgou, 2845 metrov visok Tarso Voon, 2820 metrov Ehi Sunni in 2774 metrov Ehi Jéj blizu središča območja. 3.376 metrov  Mouskorbé je vrh, ki je znan po svoji višini v severovzhodnem delu gorovja. 2266 metrov Biku Biti, najvišja točka v Libiji, je v bližini, na drugi strani meje. Povprečna višina gorovja Tibesti je približno 2000 m; šestdeset odstotkov njenega območja presega 1500 m nadmorske višine.
Gorovje vključuje pet oklepastih vulkanov s širokimi bazami, katerih premer lahko doseže 80 km. Nekateri od vrhov so okrašeni z velikimi kalderami. Tarso Jega ima največjo kaldero s premerom od 19 do 20 km in globino približno 300 m, medtem ko ima Tarso Voon najglobljo kaldero z globino približno 1000 m in premerom od 12 do 13 km. Dopolnjujejo jih štirje veliki kompleksi lavnih kupol, visokih od 1300 do 2000 m in širokimi več kilometrov, vse pa so v osrednjem delu gorske verige: Tarso Tieroko; Ehi Yéy; Ehi Mousgou; in Tarso Abeki, ki se dviga do 2691 m nad morsko gladino. Ti vulkanski kompleksi zdaj veljajo za neaktivne, vendar so bili po podatkih Smithsonian Institution aktivni v holocenu. Tarso Toussidé je aktivni vulkan, ki je v zadnjih dveh tisočletjih bruhal lavo. Plini, ki uhajajo iz fumarol na Toussidéju, so vidni, ko je izhlapevanje nizko. Vulkanski krater, Trou au Natron, ima premer 8 km in globok 768 m. Na severozahodni strani Tarso Voon je geotermalno polje Soborom, ki vsebuje blatne bazene in fumarole, ki izpuščajo žveplovo kislino. Žveplo je okoliško zemljo obarvalo v svetle barve. Fumarole so prisotne tudi v vročih vrelcih Ji Yerra na Emi Kousi. Tarso Tôh je bil aktivni vulkan v zgodnjem holocenu. Vulkansko območje gorovja Tibesti je v celoti v Čadu; pokriva približno tretjino celotne površine gorovja Tibesti in je odgovorno za med 5000 in 6000 km3 kamnin.
- Ostali štirje zaščitni vulkani v gorovju Tibesti
- Satelitska slika Tarso Toon (zgoraj desno) in Ehi Yéy (spodaj levo)
- Satelitska slika Tarso Voon
- Lažnobarvni satelitski posnetek Tarso Yega (zgoraj)
- Satelitska slika Tarso Toussidé, ki prikazuje Pic Toussidé (središče temne pege) in krater Trou au Natron (spodaj desno)

Preostanek gorovja Tibesti sestavljajo vulkanske planote (tarsos), ki so med 1000 in 2800 m nadmorske višine, pa tudi polja lave in usedline izbruha. Planote so večje in številnejše na vzhodu: 7700 km2 Tarso Emi Či, 6500 km2 Tarso Aozi, 3000 km2 Tarso Ahon severno od Emi Kousi in 1200 km2 Tarso Mohi. V središču je Tarso Ourari na približno 700 km2. Na zahodu, v bližini Tarso Tousidé, je zgoraj omenjeni Tarso Tôh, majhna planota na samo 490 km2 in še manjši Tarso Tamertiou na 98 km2. Planote so posejane z vulkanskimi vrhovi in ločene s kanjoni, ki so nastali zaradi nepravilnega toka vadijev. Po pogosto močnem deževju opazijo nastanek kratkotrajnih potokov in rastje. Južno, jugozahodno in vzhodno pobočje gorovja se rahlo vzpenja, medtem ko je severno pobočje gorovja pečina, ki gleda na prostran libijski puščavski tlak, znan kot Serir Tibesti.